# 鹤岗国家森林公园
鹤岗国家森林公园是中国黑龙江省鹤岗市的国家森林公园，设立于2002年12月。

## 地理概况
鹤岗国家森林公园初始总面积为2636公顷，辖境为鹤岗市林业局北部五个林场。2017年5月，经国家林业局批准，公园面积由2636公顷调整为5848公顷。公园地处小兴安岭北坡东南麓，属低山丘陵，其山脉为小兴安岭——青黑山山脉，地势由西北向东南倾斜，是山区向平原过渡地带。公园平均海拔400米左右，最高海拔846.3米，最低海拔160米，平均坡度在15～20°之间。